# Házunk előtt mennek el a huszárok
A Házunk előtt mennek el a huszárok egy toborzónóta.

## Kotta és dallam
Házunk előtt mennek el a huszárok.

Édesanyám, én is közébük állok,

én leszek az első század szakaszvezető,

nem a világ ez a három esztendő.

## Felvételek
- Gömöri muzsika, Katonanóták. Hegedős Együttes  YouTube (2014. január 24.)  (Hozzáférés: 2016. május 4.) (audió) 3:05-től.
- Házunk előtt mennek el a huszárok. Járóka Sándor és zenekara  YouTube (2016. február 7.)  (Hozzáférés: 2016. május 4.) (audió)